# Louis del Rio

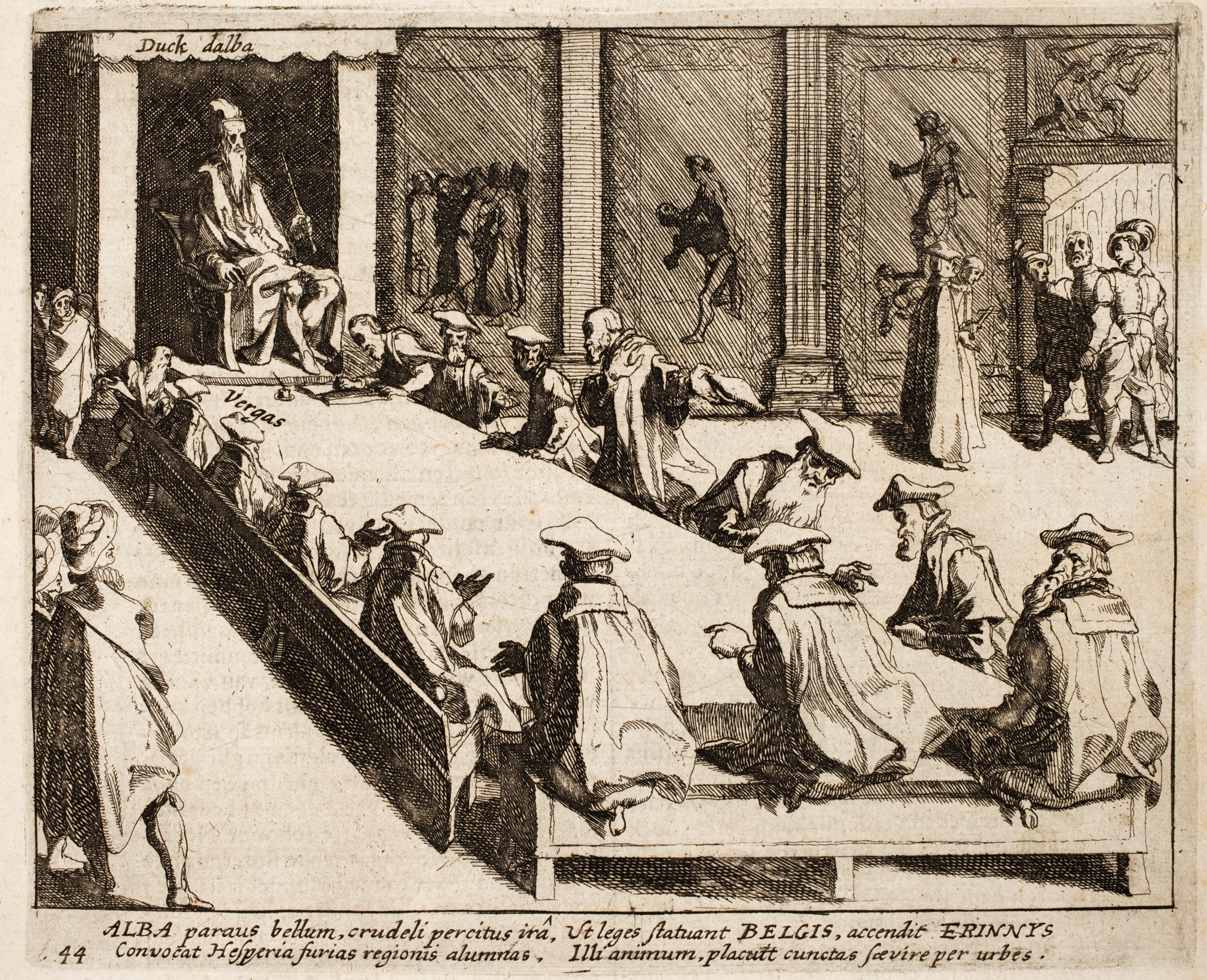
Alva zit de Raad van Beroerten voor.

Louis del Rio of Luis del Río (Brugge, 1537 – Bouge, 31 juli 1578) was een jurist en bestuurder in de Spaanse Nederlanden. Hij zetelde in de Raad van Beroerten en in de Geheime Raad. Als medewerker van het eerste uur van Alva, bleef hij de hertog lang na diens verwijdering steun betuigen. De bevolking zal hem Lodewijck van den Bloede noemen.

## Leven
Louis del Rio was een Vlaming van Spaanse komaf. Zijn vader Francisco del Río, een hidalgo uit Segovia, was met zijn hele familie geëmigreerd, waarschijnlijk als gevolg van een collectieve verbanning. Hij had zich in Brugge gevestigd en was er getrouwd met Madeleine de la Torre, zijn tweede vrouw. Louis schreef zich in 1552 in aan de Leuvense universiteit en studeerde af in de rechten. In 1566 – hij doceerde toen al aan de Universiteit van Parijs – werd hij dankzij goede connecties naar het Spaanse hof geroepen. Tijdens zijn verblijf werd hij door Charles de Tisnacq en Josse de Courteville voorgesteld aan koning Filips II van Spanje, die hem in dienst nam.
Na een jaar werd duidelijk dat zijn taak erin zou bestaan landvoogd Alva te helpen met het berechten van opstandige edelen en ketters in de Nederlanden. Op 22 augustus 1567 kwamen ze samen aan in Brussel, waar hij onmiddellijk begon met het opzetten van de Raad van Beroerten. Del Rio werd zelf een kopstuk van deze uitzonderingsrechtbank, die een schijn van legaliteit moest verlenen aan beslissingen die uiteindelijk door de landvoogd werden genomen. Waar hij vooral het inhoudelijke werk deed, stond Juan de Vargas bekend als de opvliegende gunsteling die de praktische leiding nam en opereerde Jerónimo de Roda eerder in de schaduw. Del Rio verhoorde tal van hoge heren, onder wie Lamoraal van Egmont en Antoon van Stralen. Hij kreeg ook diverse delicate terreinopdrachten toevertrouwd. Na de nietsontziende plundering van Mechelen in oktober 1572, die door Alva als een straf van God werd geduid, moest hij de orde gaan herstellen en de schuldigen vervolgen. Het volgende jaar werd hij charterbewaarder van Vlaanderen en lid van de Geheime Raad. Dat was een beloning voor onvoorwaardelijke trouw, want als voormalig favoriet van kardinaal Granvelle had hij Alva's gunst moeten verdienen.
Na de verwijdering van Alva eind 1573 kreeg Del Rio het een stuk moeilijker. Landvoogd Requesens beschreef hem als iemand die goed was ingevoerd in de politiek van zijn land, maar die geen andere mening dan zijn chef durfde uiten. In lange brieven aan Alva bleef Del Rio trouw aan diens zienswijze en stelde hij elke gedane toegeving aan de kaak. Meer en meer werd hij uit de machtscenakels weggehouden. Hij mocht nog deelnemen aan de Geheime Raad, maar vanwege zijn belaste verleden niet meer als officieel lid.
Bij de anti-Spaanse coup van 4 september op het Koudenbergpaleis werd hij ook opgepakt, hoewel hij geen lid was van de Raad van State. Tijdens de tocht te voet naar zijn plaats van bewaring in het Cleyn Moleken (De Windmolen) op de Grote Markt moest hij de volkswoede trotseren die zijn verleden in de Bloedraad nog altijd opwekte. Voor zijn eigen veiligheid werd hij overgebracht naar de Treurenbergpoort en vervolgens met Christoffel d'Assonleville naar het kasteel van Vilvoorde. Hij werd op 30 januari 1577 zelfs voor ondervraging uitgeleverd aan Willem van Oranje in Zeeland, waarbij hij zich uitgaf voor een gehoorzaam uitvoerder van orders die hij betreurde. Na het Eeuwig Edict werd hij naar Vilvoorde en Maastricht gevoerd en dan op vrije voeten gesteld.
Door confiscaties beroofd van zijn bezittingen, stelde Del Rio zich te Brussel in dienst van de nieuwe landvoogd Juan van Oostenrijk. Tijdens diens conflict met de Staten-Generaal volgde hij hem naar Mechelen, Luxemburg en Namen. In de ogen van Don Juan was hij een uiterst competent en taalvaardig medewerker, voor wie hij op 2 juli 1577 de lang verbeide benoeming in de Geheime Raad bekwam. Twaalf maanden later overleed Del Rio in het kamp van Bouge aan een hevige koorts, die op korte termijn ook Don Juan zou vellen.

## Familie
Del Rio trouwde in 1569 met Wilhelmine van Bronckhorst, een Hollandse dame van adel.
Hij komt aan bod in de kroniek van zijn neef Martín Antonio del Río, die een jezuïet en humanist was.

## Geschrift
- Advys du conseiller Loys, 1576

## Voetnoten
1. ↑  Julie Versele, Louis del Rio (1537-1578), op. cit. bl. 20.
2. ↑  Zie ook Batavia Illustrata, of te Oud Batavien, Simon van Leeuwen, Tweede stuk van 't eerste deel, 's Gravenhage, 1685, folio 895

- Bibliothèque nationale de France: cb14573949k (data)
- Gemeinsame Normdatei: 129618101
- International Standard Name Identifier: 0000 0000 4854 7890
- Library of Congress Control Number: no2005039714
- Système universitaire de documentation: 081477732
- Virtual International Authority File: 25687973
- WorldCat: E39PBJvhmmHKFxpgytjd3b3mh3